# Palazzo del I ramo della famiglia Capitaneo
Il palazzo del I ramo della famiglia Capitaneo è un palazzo storico di Modugno (BA) che si trova in via Conte Rocco Stella. 
È stato costruito nel XVI secolo dal capo stipite del primo ramo modugnese dei Capitaneo: Guarino Capitaneo, giunto a Modugno da Novara al seguito di Isabella d'Aragona. 
Il palazzo, in origine, era in puro stile rinascimentale. Ma, nel corso del tempo, ha subito una serie di rimaneggiamenti che ne hanno modificato e stravolto la struttura originaria: in particolare, nel 1946, dopo la morte dell'ultima esponente del I ramo modugnese della famiglia Capitaneo, Maria Capitaneo, il palazzo subì una serie di trasformazioni (come la realizzazione di un balcone al posto delle finestre del primo piano).
Della struttura rinascimentale originaria si conserva il bugnato che si nota al piano inferiore, mentre il piano superiore e il portale sono chiaramente opera di rifacimenti più moderni.
Oggi si conserva il blasone di famiglia e l'iscrizione su una lastra di marmo che in origine era posta all'ingresso di questo Palazzo, ma ora si trova nel cortile del  Palazzo del II ramo della famiglia Capitaneo, per iniziativa dell'ingegner Antonio Capitaneo. L'iscrizione in latino recita: “DIE PRIMO MARCII 1512 – GUARINUS CAPTANEUS DE NOVARIA CASTELLANUS BARI” (Traduzione italiana: Primo marzo 1512 – Guarino Capitaneo di Novara Castellano di Bari).